# Urceolipora redieri
Urceolipora redieri är en mossdjursart som beskrevs av Jean-Loup d'Hondt 1975. Urceolipora redieri ingår i släktet Urceolipora och familjen Urceoliporidae. Inga underarter finns listade i Catalogue of Life.